# Psylla compar
Psylla compar är en insektsart som beskrevs av Loginova 1964. Psylla compar ingår i släktet Psylla och familjen rundbladloppor. Inga underarter finns listade i Catalogue of Life.